# Église Saint-Caprais de Lapeyre
L'église Saint-Caprais de Lapeyre est une ancienne église en ruines située à Versols-et-Lapeyre, en France.

## Localisation
L'ancienne église Saint-Caprais est située dans l'enceinte du cimetière de Lapeyre, sur la commune de Versols-et-Lapeyre, dans le département français de l'Aveyron.

## Description
De l'ancienne église ne subsistent que les murs formant le pourtour de l'église, dérasés sur une hauteur d'environ un mètre, ainsi que le portail que surplombent les vestiges du clocher.

## Historique
L'édifice qui date du XIe siècle est classé au titre des monuments historiques le 5 novembre 1928.